# Nikkoaspis shiranensis
Nikkoaspis shiranensis är en insektsart som beskrevs av Kuwana 1928. Nikkoaspis shiranensis ingår i släktet Nikkoaspis och familjen pansarsköldlöss. Inga underarter finns listade i Catalogue of Life.